# 호르바트 크리스토페르
호르바트 크리스토페르 죄르지(헝가리어: Horváth Krisztofer György, 2002년 1월 8일 ~ )는 헝가리의 프로 축구 선수로, 우이페슈트와 헝가리 국가대표팀에서 미드필더로 활약하고 있다.

## 구단 경력
2020년 7월 26일, 호르바트는 토리노와의 홈 경기에서 1-1 무승부를 기록하며 S.P.A.L. 소속으로 세리에 A 데뷔 전을 치렀다.
2020년 9월 25일, 그는 토리노에 합류했다.
2022년 8월 10일, 호르바트는 데브레첸으로 임대되었다. 2023년 1월 16일, 그는 케치케메트로 새로운 임대 이적을 했다.
2024년 8월 29일, 호르바트는 우이페슈트와 계약을 체결했다.

## 국가대표팀 경력
호르바트는 2023년 9월, 헝가리 국가대표팀에 처음 소집되었으며, 9월 10일, 체코와의 1-1 무승부 경기에서 72분 캘럼 스타일스와 교체되어 데뷔했다.
2024년 5월 14일, 호르바트는 UEFA 유로 2024 헝가리 국가대표팀에 발탁되었다. 그는 팀의 A조 조별 리그 세 경기 모두에서 교체 선수로 출전하지 않았다.